# Xot de les Palau
El xot de les Palau (Otus podarginus; syn: Pyrroglaux podargina) és una espècie d'ocell de la família dels estrígids (Strigidae). Habita la selva humida i els manglars de les illes Palau. El seu estat de conservació es considera de risc mínim.

## Taxonomia
Anteriorment, el Congrés Ornitològic Internacional considerava el xot de les Palau com l'única espècie del gènere Pyrroglaux. Però en la llista mundial d'ocells (versió 11.1, gener 2021) es decidí moure'l a Otus. Tanmateix, altres obres taxonòmiques, com el Handook of the Birds of the World i la quarta versió de la BirdLife International Checklist of the birds of the world (Desembre 2019), encara el consideren dins de Pyrroglaux.